# Восточная симфония (Годар)
Восточная симфония (фр. Symphonie Orientale) Op. 84 — произведение Бенжамена Годара, написанное в 1883 году и впервые исполненное 24 февраля 1884 года Оркестром Падлу под управлением автора. Примерная продолжительность звучания 28 минут.

## Состав
1. Аравия: Слоны (фр. Les Eléphants) — Andante con moto
2. Китай: Шинуазри (фр. Chinoiserie) — Allegro moderato
3. Греция: Купальщица Зара (фр. Sara la Baigneuse) — Andantino con moto
4. Персия: Сон Никии (фр. Le rêve de la Nikia) — Quasi adagio
5. Турция: Турецкий марш (фр. Marche Turque) — Tempo di marcia

## Характеристика музыки
Вопреки названию, произведение, как и более ранняя Готическая симфония того же автора, представляет собой сюиту. Каждая из частей посвящена одной из восточных стран; всем частям предпосланы стихотворения-эпиграфы: к первой — «Слоны» Леконта де Лиля, ко второй — отрывок из стихотворения Огюста де Шатийона, к третьей — «Купальщица Зара» Виктора Гюго, к двум последним — сочинённые самим композитором. Впрочем, как отмечал Юлий Энгель, «тесной зависимости между текстом и музыкой» у Годара нет, принадлежность симфонии к программной музыке лишь обозначена; собственно в музыке, по мнению Энгеля, «народными мотивами Годар не пользуется, а изображает Восток так, как тот рисуется ему через его парижские очки».
Луи Галле, откликаясь на премьеру Восточной симфонии, высоко оценил её музыку: «всё это написано с искренним чувством, большой силой и похвальной заботой о контрасте красок». Как «весьма примечательное» оценил произведение Годара рецензент журнала Le Ménestrel Ипполит Барбедетт. Однако Артюр Пужен охарактеризовал Восточную симфонию как сочинение, страдающее от характерной для Годара поспешной работы, не оставляющей времени для шлифовки.
Запись Восточной симфонии осуществил в 2011 году Королевский шотландский национальный оркестр (дирижёр Мартин Йейтс).